# Sint-Jozefkerk (Brugge)

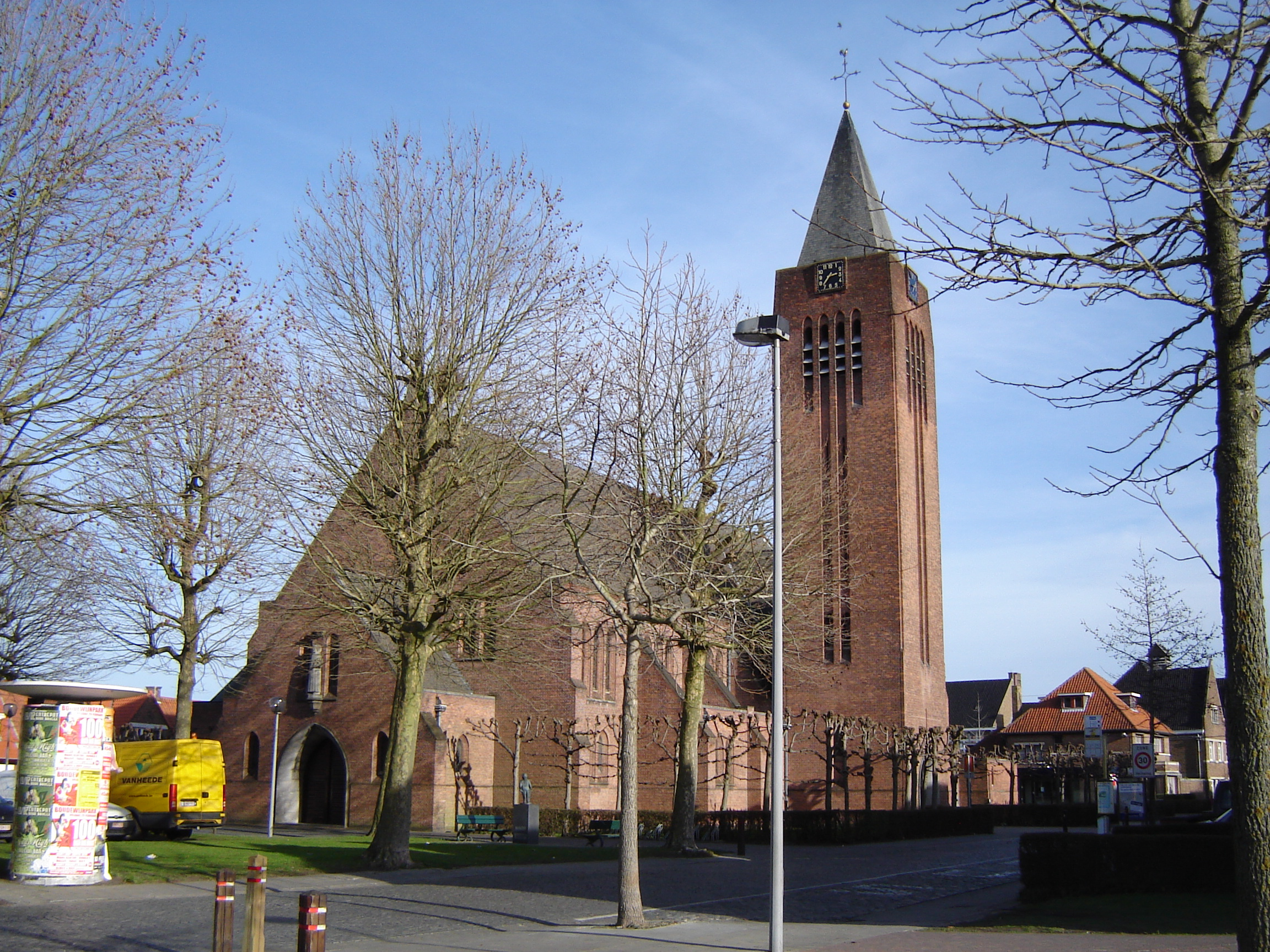
Sint-Jozefkerk

De Sint-Jozefkerk is de parochiekerk van de tot de West-Vlaamse stad Brugge behorende wijk Sint-Jozef, gelegen aan de Ter Looigemweg 6.
De bakstenen kerk werd gebouwd van 1934-1937 naar ontwerp van Luc Viérin. De sobere stijl oogt als moderne gotiek. De kerk heeft een breed middenschip en twee smalle zijbeuken, en wordt gedekt door een zadeldak. De voorgevel heeft een lager ingangsportaal, eveneens onder zadeldak en voorzien van een Sint-Jozefbeeld. De kerk heeft een naastgebouwde toren op vierkante plattegrond.
Het interieur wordt overwelfd door een spitstongewelf. Het orgel werd gebouwd door de firma Anneessens-Tanghe.